# Leslie House
Leslie House à Leslie, Fife est la plus grande et la plus ancienne maison de la restauration à Fife, en Écosse. Le bâtiment est ravagé par un incendie en 2009. Plusieurs bâtiments sont classés. Sir Robert Spencer Nairn a acquis la maison en 1919 et en 1952, en fait don à l'Église d'Écosse.

## Histoire
Elle est construite pour John Leslie, 1er duc de Rothes entre 1667 et 1674 et devient le siège de la famille Rothes. La maison surnommée Villa De Rothes est le centre de la vie du village et rivalisait autrefois avec le palais de Holyrood . Une extension de 1667 est faite par Guillaume Bruce. Lorsqu'un incendie détruit le bâtiment en 1763, les ailes nord, est et sud sont démolies. Seule l'aile ouest est conservée et reconstruite entre 1745 et 1747 . De 1904 à 1919, Leslie House est la maison de Lucy Noël Leslie Martha, une philanthrope réputée devenue célèbre en tant qu'héroïne de la catastrophe du Titanic en 1912. Pendant la Première Guerre mondiale, Lady Rothes convertit une aile de Leslie House en hôpital pour les soldats blessés invalides du front. Leslie House est de nouveau gravement endommagée par un incendie en février 2009. La restauration du bâtiment, ainsi que des plans pour créer 17 appartements de luxe à partir de la propriété rénovée, sont proposés, mais le bâtiment est actuellement inscrit au registre des bâtiments à risque.

## Architecture et aménagements

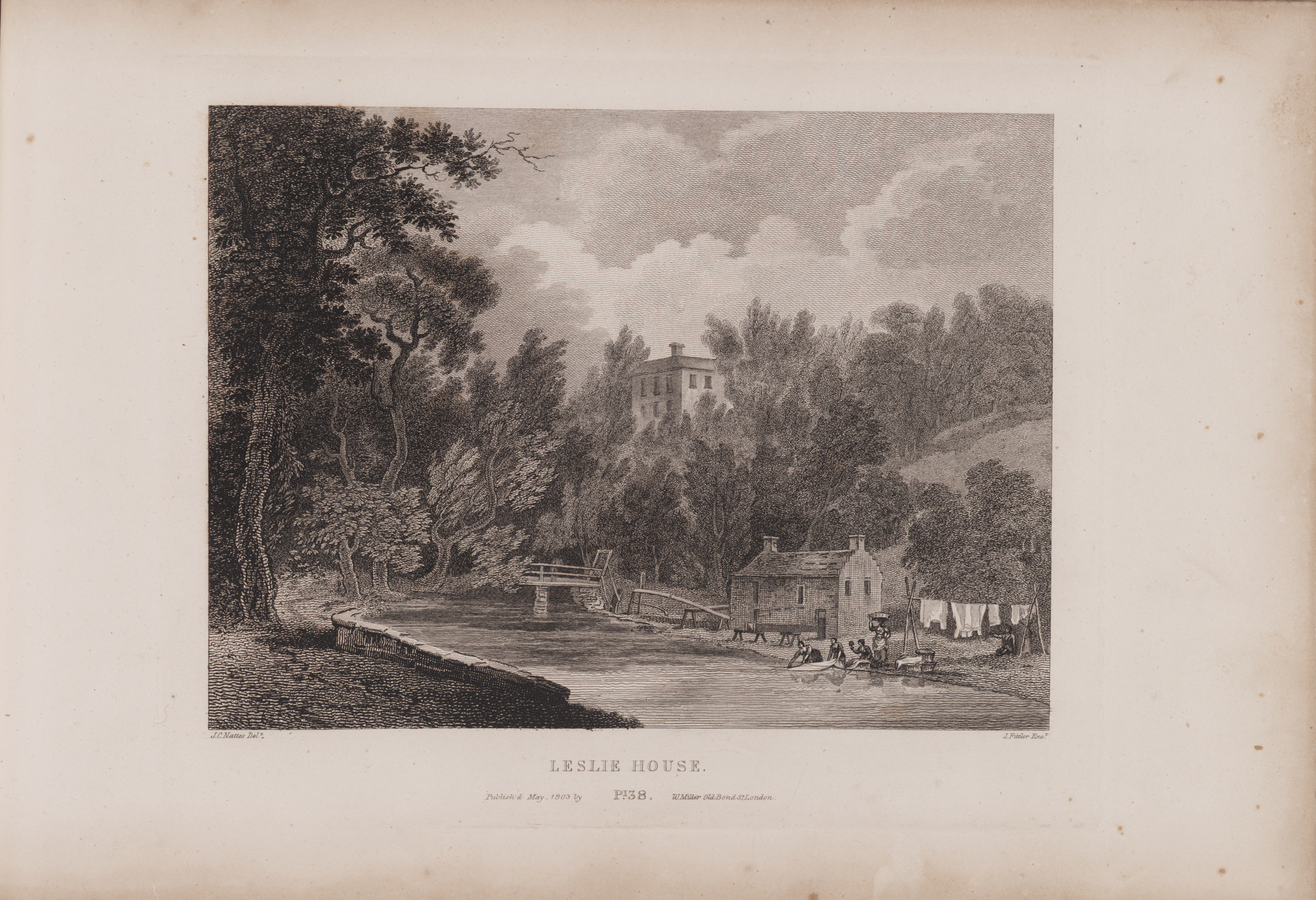
Esquisse historique de John Claude Nattes, 1804

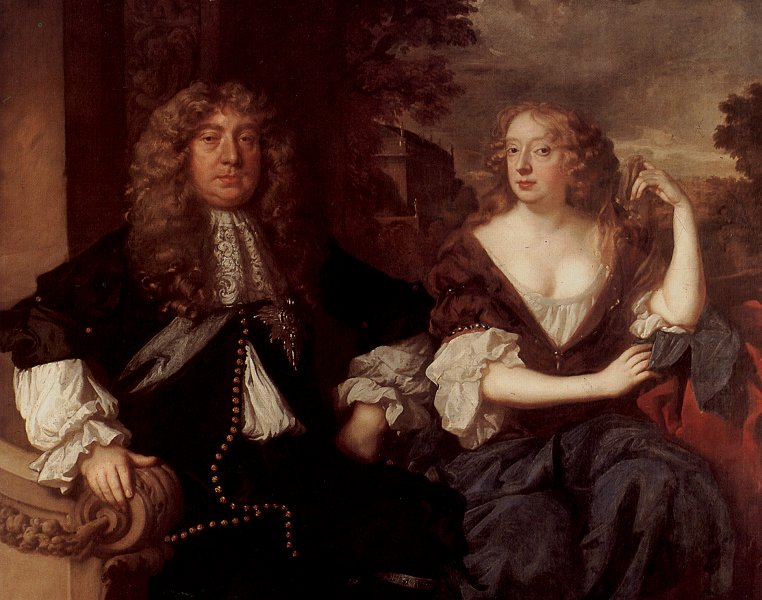
John Maitland, 1er duc de Lauderdale, et son épouse Elizabeth Murry, duchesse de Lauderdale

L'architecture et les aménagements sont décrits par Leighton en 1840 : "Il formait à l'origine un quadrilatère, enfermant au centre une vaste cour, mais trois des côtés ont été incendiés en décembre 1763. Le quatrième côté a été réparé et forme la maison actuelle. La galerie de portraits dans cette partie du bâtiment, qui est ornée de portraits de relations de la famille, est plus longue d'un mètre que la galerie de Holyroodhouse".
Parmi les nombreux portraits de Leslie House au milieu du XIXe siècle mentionnées par Leighton, "figurent celles du cinquième comte et de sa comtesse, par Jamieson, le duc et la duchesse de Rothes, le célèbre duc de Lauderdale et sa duchesse, la princesse de Modène ; le général John, comte de Rothes, par Sir Joshua Reynolds ; l'archevêque Tillotson ; et un portrait de Rembrandt par lui-même."  Un portrait de la princesse de Modène et une importante collection de portraits de famille sont également mentionnés.
La maison comportait plusieurs tapisseries, dont l'histoire de Léandre; l'histoire du voyage des enfants d'Israël à travers le désert; et l'onction de Saül. Au milieu du XIXe siècle, les reliques conservées dans la maison comprennent le poignard avec son fourreau utilisé par Norman Leslie, maître de Rothes, lors de l'assassinat du cardinal Bethune ; et l'épée d'État portée par le duc de Rothes lors du couronnement de Charles II à Scone.

## Terrains

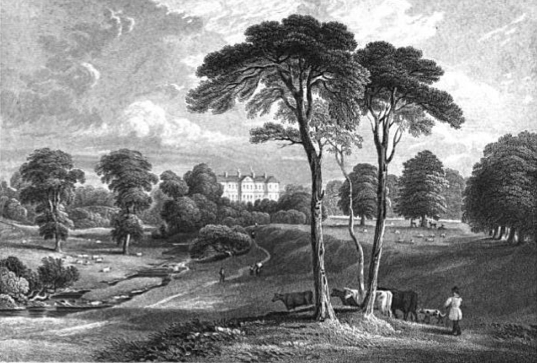
Peinture de la maison Leslie et du terrain

Blackwood (1836) fait remarquer que "les plantations de Leslie House sont remarquablement belles. Les espèces qui prospèrent le mieux semblent être le frêne, l'orme, le hêtre commun, le chêne et le sapin argenté. Le mélèze ne prospère pas aussi bien. . . L'avenue des hêtres à Leslie House est bien digne d'attention ; les arbres ont environ 200 ans, plusieurs d'entre eux mesurant 16 pieds 8 pouces, à 4 pieds du sol." 